# Crescónio
Crescónio  ou Grescónio foi bispo de Iria Flávia durante o século XI, durante o reinado de Fernando I. Durante o seu mandato como bispo, devido a disputas político/religiosas, foi excomungado.